# GPR65
GPR65 (англ. G protein-coupled receptor 65) – білок, який кодується однойменним геном, розташованим у людей на короткому плечі 14-ї хромосоми. Довжина поліпептидного ланцюга білка становить 337 амінокислот, а молекулярна маса — 39 333.
| 10         |  | 20         |  | 30         |  | 40         |  | 50         |
| ---------- |  | ---------- |  | ---------- |  | ---------- |  | ---------- |
| MNSTCIEEQH |  | DLDHYLFPIV |  | YIFVIIVSIP |  | ANIGSLCVSF |  | LQAKKESELG |
| IYLFSLSLSD |  | LLYALTLPLW |  | IDYTWNKDNW |  | TFSPALCKGS |  | AFLMYMNFYS |
| STAFLTCIAV |  | DRYLAVVYPL |  | KFFFLRTRRF |  | ALMVSLSIWI |  | LETIFNAVML |
| WEDETVVEYC |  | DAEKSNFTLC |  | YDKYPLEKWQ |  | INLNLFRTCT |  | GYAIPLVTIL |
| ICNRKVYQAV |  | RHNKATENKE |  | KKRIIKLLVS |  | ITVTFVLCFT |  | PFHVMLLIRC |
| ILEHAVNFED |  | HSNSGKRTYT |  | MYRITVALTS |  | LNCVADPILY |  | CFVTETGRYD |
| MWNILKFCTG |  | RCNTSQRQRK |  | RILSVSTKDT |  | MELEVLE    |  |            |

A: Аланін

C: Цистеїн

D: Аспарагінова кислота

E: Глутамінова кислота

F: Фенілаланін

G: Гліцин

H: Гістидин

I: Ізолейцин

K: Лізин

L: Лейцин

M: Метіонін

N: Аспарагін

P: Пролін

Q: Глутамін

R: Аргінін

S: Серин

T: Треонін

V: Валін

W: Триптофан

Кодований геном білок за функціями належить до рецепторів, g-білокспряжених рецепторів, білків внутрішньоклітинного сигналінгу. 
Задіяний у такому біологічному процесі, як апоптоз. 
Локалізований у клітинній мембрані, мембрані.